# Deni (halterofilista)
Deni (nascido em 26 de julho de 1989) é um halterofilista indonésio que competiu no halterofilismo nos Jogos Olímpicos de Verão de 2012, em Londres, e 2016, no Rio de Janeiro.